# Хтонічна планета

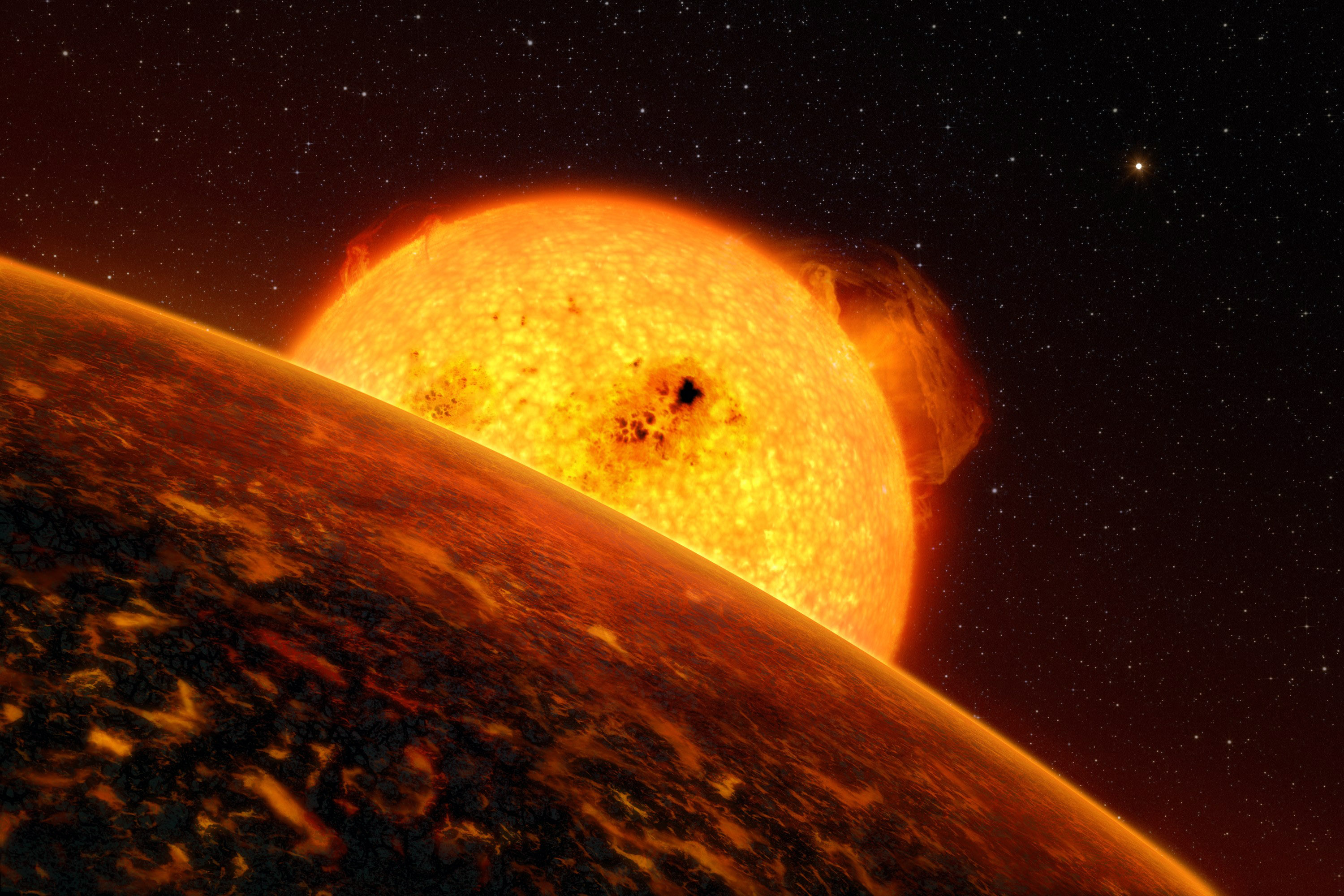
Художнє зображення
планети COROT-7b.

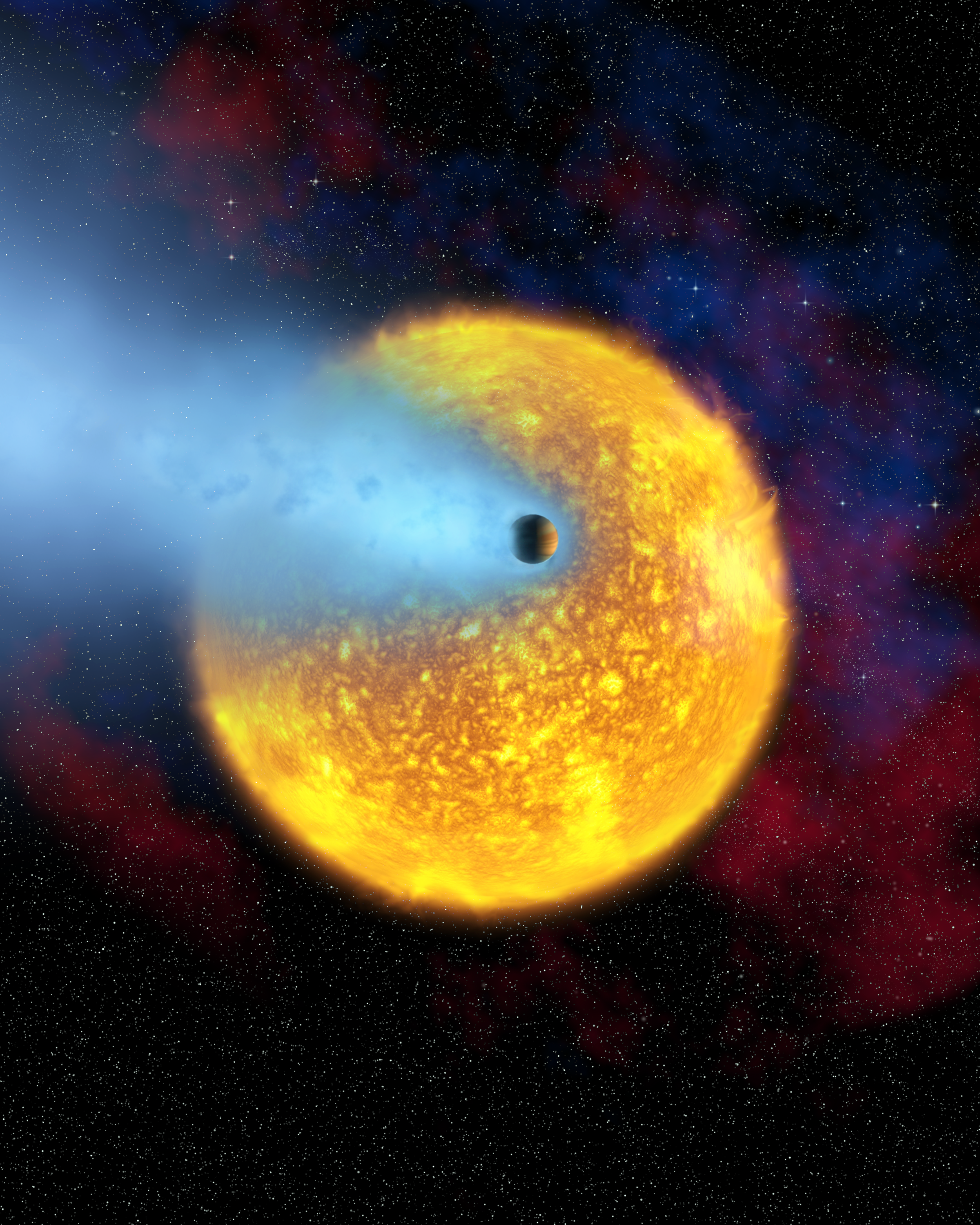
Художнє зображення транзиту планети HD 209458 b перед своєю зорею.

Юпітер, що втратив свою газову оболонку, або хтонічна планета (англ. Chthonian planet — від грец. χθών, «земля, ґрунт») — гіпотетичний клас екзопланет, які утворилися в результаті випаровування газів з атмосфери газового гіганта. Таке випаровування відбувається у гарячих юпітерів через сильну близькість до зорі — планета поступово втрачає свою атмосферу. У результаті від газового гіганта залишається тільки невелике кам'яне або металеве ядро, і планета переходить у клас планет земної групи.
Прикладом планет, що втрачають свою газову оболонку, є HD 209458 b (Осіріс). Поки вона не належить до планет земної групи, але перейде в цей клас у дуже далекому майбутньому.
Швидше втрачають свою оболонку планети з малою масою або дуже нагріті планети, наприклад короткоперіодичні гарячі юпітери.

## Виявлені планети цього класу
Надземля COROT-7b, скоріш за все, є першою виявленою планетою цього класу, оскільки ця планета являє собою тверде ядро газового гіганта, що існував доти.

## Також дивіться
- Гарячий юпітер
- Пухка планета